# Ectasiocnemis hazariana
Ectasiocnemis hazariana is een keversoort uit de familie bloemspartelkevers (Scraptiidae). De wetenschappelijke naam van de soort is voor het eerst geldig gepubliceerd in 1956 door Franciscolo.